# رزوق عيسى
رزّوق بن عيسى بن زكريا البغدادي،الموصلي،(1881-1939م) باحث وكاتب وصحفي عراقي.

## سيرته
ولد رزّوق عيسى في (رأس القرية) إحدى محلات بغداد الشرقية في 6 حزيران عام 1881م، وينتمي إلى أسرة عراقية نزحت من مدينة الموصل منتصف القرن التاسع عشر. فتلقى تعليمه الأولي وهو في الثامنة من عمره في مدرسة الإتفاق الشرقي الذي أرسله والده إليها. فتعلم فيها مباديء اللغتين العربية والإنكليزية والحساب، فتدرج فيها نحو مرحلة دراسية أعلى، مواضباً على دراسة اللغتين المذكورتين بجد ونشاط، فنال إستحسان مدير المدرسة الخوري ميخائيل شعيا الكلداني، ومعلموا المدرسة الشماس فرنسيس جبران، والشماس داود صليوا صاحب جريدة (صدى بابل)، والشماس حنا حبش.وفي سنة 1896م، انتقل للدراسة في المدرسة الإنكليزية الثانوية، ليتلقى العلوم العصرية، ويتقن آداب العربية والإنكليزية، وتخرج منها عام 1900م.

## عمله
وبعد ان حصل على الشهادة الثانوية عمل موظفاً في بعض الشركات التجارية في ولاية البصرة. ولكنه ما لبث ان عاد إلى بغداد، بسبب عدم ملائمة هواء البصرة الذي أضر بصحته فالزمه الفراش. وقد إستدعاه مدير المدرسة الإنكليزية المستر (بارقت) ليتولى تدريس مادتي اللغة العربية والإنكليزية وفعلاً قام بالتدريس فيها بين الأعوام 1901م إلى العام 1914م. وفي عام 1910م، اصدر مجلة العلوم، فلم يظهر منها سوى عددين. وفي عام 1914م، أعلنت الدولة العثمانية فرماناً بالنفير العام، فَجُنِّد للخدمة العسكرية في الجيش العثماني، ولكنه في آذار من عام 1915م، أعتقل بتهمة الخيانة وحكم عليه بالسجن لمدة ستة أشهر. ثم عمل معلماً في مدرستي السريان والكلدان بعد ان أغلقت السلطات العثمانية مدرسته. وعند دخول قوات الإحتلال البريطاني بغداد عام 1917م، كتب رسالة إلى المس بيل مديرة مكتب العرب في بغداد يتوسطها للموافقة على إصداره صحيفة في بغداد لها نهج الحكومة البريطانية نفسه، وأعلمها أنه تعلم في المدرسة البروتستانتية الإنكليزية في بغداد سنة 1898م. ثم أصبح معلماً في نفس المدرسة لعدة سنوات. وفي بداية الحرب العالمية الأولى سجن من قبل الأتراك لستة أشهر، وعانى كثيراً منهم بسبب ولائه لبريطانيا. وانه كتب مقالات عديدة في ذلك. وبعدها عُيِّن مترجماً لمعاون الحاكم السياسي البريطاني في منطقتي العزيزية والنعمانية حتى الكوت، وقام بوظيفته خير قيام، وابدى اثناء خدمته من حسن الإدارة والسياسة ما خلف له الذكر الحميد والأثر الطيب عند اهالي بلدتي العزيزية، والصيرة، وقرية (سلمان باك) المدائن. وكان سندا وعضدا لكثير من شيوخ القبائل المنتشرة في تلك الاصقاع، وقد اثنى على امانته وشهامته رؤساء عشائر ذلك القضاء، منهم الشيخ كليب بن طرفه الصبر شيخ عشيرة شمر طوقة. وقد استقال رزوق عيسى من منصبه على إثر خلاف وقع بينه وبين الحاكم السياسي المشار اليه آنفاً. ولما بلغ خبر استعفاء مديري المدارس استدعاه القس (اوغسطين مروجي) ليدرس الإنكليزية في مدرسة السريان، والقس (انطوان زبوني) ليعلم اللغة في مدرسة الكلدان. كما طلب اليه (إسحاق بصان) مدير مدرسة التعاهد الإسرائيلي ان يعلم هذه اللغة في مدرسته. وعاد إلى حياة التعليم في المدارس الأهلية، ومنها مدرسة القديس يوسف العالية، ومدرسة الاليانس والاتحاد، والمدرسة السريانية، وجلس على منصة التعليم في كلية بغداد لمدة سنتين. كما علم اللغة العربية الفصحى جماعة من السادة والسيدات الإنكليز قبل الحرب العالمية وبعدها، إضافة إلى تدريس فريق من الضباط على اختلاف رتبهم اللغة العربية بعد احتلال بغداد، وعلم اللغة الإنكليزية لكثير من المواطنين العراقيين وبعض الأدباء ومنهم صديقه المؤرخ عبد الرزاق الحسني. وقد انتدبته مجلة الجمعية الملكية الشرقية، التي تصدر في لندن، ليكون عضوا فيها، لإطلاعها على آرائه ومقالاته، فكتبت له رسالة بهذا الشأن في 23 أيلول 1920.
. وفي عام 1932م، أصدر مجلة المؤرخ التي استمرت بالظهور سنة واحدة.
لقد ترك رزوق عيسى لنا مؤلفات وآثار قيمة عديدة ما كان مطبوعاً أو مخطوطاً، إضافة إلى تأليفه روايات وكتب مدرسية، ونشر مقالات وبحوثاً كثيرة في الصحف والمجلات،
منها مجلة لغة العرب، والرسالة، والهلال،

## آرائه
من خلال الكثير من مقالاته التي نشرها آنذاك، والتي عبَّر فيها عن آرائه، تجاه المجتمع الذي يحيط به والتغيرات التي حصلت عليه والأحداث فكان رزوق عيسى وضع رؤيته لإصلاح المجتمع، ومن خلال آرائه، ومن تلك الآراء: أنه لا يصلح العالم إلا المذهب الاشتراكي المعتدل الذي بشر به الأنبياء، وقال به الفلاسفة، وأقره الساسة والمشترعون في كل العصور.
ومن آرائه أيضاً: ان الدكتاتورية لا يطول عهدها لأنها عدوة حرية جماهير الناس.
وقد قال كذلك: أليس من الظلم أن تكون حياة حياة الأمة متوقفة على كلمة ينطق بها فرد من أفرادها؟ أليس من الظلم أن يكون الضعيف سنداناً لمطرقة القوي؟.
ان رزوق عيسى لم يشترك في أي جمعية علمية أوأدبية أو سياسية، وكثيراً ما عرض عليه رؤساء تلك الجمعيات الانضمام إليها، حتى ان كلاً من جمعية الاتحاد والترقي، وجمعية الإتلاف والحرية، واتحاد الشبية، إنتدبته ان يكون عضواً عاملاً فيها، فرفض بحجة أشغاله الكثيرة لا تسمح له بذلك. ولكنه كان يساعدهم أحياناً إذا أقتضى الأمر منه ذلك، فقد ألقى خطباٌ إصلاحية في النادي الوطني العلمي، ونادي الأخاء وغيرهما.

## شعره
إنخرط رزوق عيسى في زمرة الكتاب والصحافيين بعد اعلان الدستور، وقد سأل مرة صديقه الشيخ كاظم الدجيلي: «كم يلزمني من الوقت لأحسن نظم الشعر، واصبح شاعراً عصريا؟ فقال» يلزمك عشر سنوات على الاقل«فأجابه اني استطيع في هذه المدة ان اتقن ثلاث لغات أوروبية بحيث احسن الكتابة والترجمة في كل منها. ومع انه لم يرصد جميع أوقاته للشعر، فقد نظم بضع قصائد في» ديوان صغير. ودعي مرة إلى النادي الوطني العلمي حيث اجتمع بعض الشعراء والكتاب وتساجلوا في إنشاد الشعر، فنظم قصيدة، منها هذان البيتان:
وطلب أحد اصحابه ان ينظم له قصيدة في الصبر فاجاب ملتمسه بنظم قصيدة، مطلعها:
 علماً إني وجدت هذان البيتان في مجلة لغة العرب قد وضع تحتهما اسم محيي الدين فيض الله الكيلاني، صاحب مجلة (النور)، ولم اجد أي إشارة أو تعليق إلى أو من رزوق عيسى عليهما وهو أحد كتاب مجلة لغة العرب التي يصدرها أنستاس الكرملي أستاذ رزوق عيسى وصديقه، حيث اهداه عيسى باكورة أعماله (معجم مفردات عوام العراق) عرفاناً منه بفضل الكرملي عليه في تثقيفه.
ولما نعى حسون البراقي الكاتب الاجتماعي الكبير والمؤرخ الشهير جرجي زيدان منشئ مجلة الهلال اقترح على اخوانه ان يشترك جميع ادباء وشعراء وعلماء وكتاب بغداد في اهداء فقيد العلم والادب هدية، اقرارا بفضله على العرب والعربية. فاستقر الرأي على ابتياع قطعة من الرخام النفيس ينقش عليها بيتان من الشعر، يمثلان روح الفقيد، وان يكتب تحتهما (هدية من ادباء بغداد وعلمائها كافة). فنظم رزوق عيسى هذين البيتين وعرضهما على القائمين بهذا العمل المبرور فاستحسنوهما وهما:
غير ان نشوب الحرب العالمية واعتكار جو السياسة في السلطنة العثمانية اقعداه عن اتمام ما شرع فيه.
وحينما اخذت طائرات الإنكليز تحلق لأول مرة في سماء الزوراء، واصيب الاهالي بالهرج والمرج، نظم قصيدة يثني فيها على أهل العرب، ويستنهض همم الشرقيين، فقال:

## زواجه
تزوج عام 1918م، من السيدة (تروزة بهنام نعمان) وانجبت له أربعة أولاد وبنتين.

## آثاره
- أصدر مجلة خردلة العلوم تشرين الثاني 1910م.
- أصدر مجلة العلوم عام 1910م.
- أصدر مجلة المؤرخ عام 1932م.[9]

## مؤلفاته
- بغية الأنام في لغة دار السلام.
- تاريخ العراق قديماً وحديثاً.
- تاريخ التمدن العراقي.
- حضارة بابل وآشور.
- تاريخ مدن العراق القديمة والحديثة
- حضارة العرب في الجاهلية والإسلام.
- تاريخ الصحافة في العراق.
- مختصر جغرافية العراق.

## وفاته
اختلف في سنة وفاة رزّوق عيسى، فذكر كوركيس عواد انه توفي سنة 1939م، أما مير بصري فذكر أنه توفي يوم الإثنين 23 أيلول 1940م.